# Anne Léon II. de Montmorency-Fosseux
Anne Léon II. de Montmorency-Fosseux (* 11. August 1731; † 1. September 1799 in Münster) war ein französischer Adliger und Militär im ausgehenden Ancien Régime.
Er war Marquis de Fosseux, Prince souverain d’Aigremont, Duc de Beaufort-Montmorency (1767), Reichsfreiherr, Premier Baron Chrétien, Comte de Gournay, Comte de Tancarville et de Creuilli, Marquis de Seignelay et de Crèvecœur, Seigneur de Courtalain, Connétable héréditaire de Normandie.

## Leben
Anne Léon II. de Montmorency-Fosseux war das einzige Kind von Anne Léon I. de Montmorency-Fosseux (1705–1768) und Anne Marie Barbe de Ville (* 25. Mai 1713); seine Mutter starb am 13. August 1731, zwei Tage nach seiner Geburt, im Wochenbett.
In den letzten Jahren des Österreichischen Erbfolgekriegs diente er bei der Belagerung von Namur (September 1746) und kämpfte am 11. Oktober 1746 in der Schlacht bei Rocourt. Als Guidon der Gendarmeriekompanie der Königin mit dem Rang eines Oberstleutnants der Kavallerie kämpfte er am 2. Juli 1747 in der Schlacht bei Lauffeldt. Er nahm im April 1748 an der Belagerung von Maastricht teil.
Während des Siebenjährigen Kriegs (1756–1763) diente er 1757 im Kurfürstentum Hannover, im Feldlager von Kloster Zeven und beim Marsch auf Celle, in der Schlacht bei Sondershausen, der Eroberung von Kassel und Hessen, der Schlacht bei Lutterberg am 10. Oktober 1758, der Schlacht bei Minden am 1. Oktober 1759, im Gefecht bei Korbach (10. Juli 1760), der Schlacht bei Warburg (31. Juli 1760) und in der Schlacht bei Kloster Kampen (15. Oktober 1760).
Am 20. Februar 1761 wurde er zum Brigadier befördert, am 27. Februar 1762 bzw. 10. Juni 1763 zum Maréchal de camp des Armées du Roi.
Durch die am 11. Dezember 1730 geschlossene Ehe seine Eltern war das Erbe der Mutter, vor allem das Schloss Modave in die Hände Montmorency übergegangen, allerdings besuchten sie ihre Güter im Lütticher Land nur relativ selten. Als sie jedoch von den Auswirkungen der Französischen Revolution bedroht wurden, suchten sie in Belgien Asyl und flohen bei der Invasion Belgiens durch die Armeen der französischen Republik weiter nach Deutschland; Anne Léon de Montmorency-Fosseux starb am 1. September 1799 im Exil im westfälischen Münster.

## Ehe und Familie
Am 27. Januar 1761 heiratete er in erster Ehe Marie-Judith Comtesse de Champagne (Maine) (* 17. Februar 1745; † 23. Mai 1763), Tochter von Louis Hubert, Comte de Champagne und Françoise Judith de Lopriac de Coëtmadeuc. Aus dieser Ehe ging ein Sohn hervor:
- Marie Anne de Montmorency (Sohn, *1762; † 20. September 1765 auf Schloss La Brosse-en-Brie)

Am 21. September und 6. Oktober 1767 heiratete er in zweiter Ehe Charlotte Anne Françoise de Montmorency-Luxembourg (* 17. November 1752; † nach 1812), 20. September 1771 Palastdame von Marie-Antoinette von Österreich, Erbtochter von Anne François, Duc de Montmorency-Luxembourg (1735–1761), Baron de Jaucourt, Comte de Tancarville et de Gournay, Marquis de Seignelay. Aus dieser Ehe gingen hervor:
- Anne Charles François (* 12. Juli 1768; † 25./26. Mai–1846) 17. August 1810 Comte de l’Empire, 4. Juni 1814 Pair de France, 31. August 1817 Duc de Montmorency; ⚭ 2. Juni 1788 Anne Louis Caroline de Goyon de Matignon (* 3. Mai 1774 in Neapel; † 27. März 1846 in Paris), Tochter von Louis Charles Auguste de Goyon de Matignon, Comte de Gacé, und Angélique Élisabeth le Tonnelier de Breteuil
- Anne Louis Christian (* 26. Mai 1769 in Neuilly-sur-Seine; † 25. Dezember 1844 in Madrid), genannt le Prince de Montmorency-Tancarville, 1812 Prince de Robecq, Grande von Spanien, Comte de Tancarville, 1827 Pair de France; ⚭ 6. September 1797 Marie Henriette de Becdelièvre († 15. März 1833 in Paris), Tochter von Anne Louis Roger de Becdelièvre, Comte de Cany, und Élisabeth Marie Boutren d’Hattenville
- Anne Louise Madeleine Elisabeth (* 8. Juli 1771 in Paris; † 20. November 1828 ebenda); ⚭ 20. Juni 1785 Alexandre Louis Auguste de Rohan-Chabot, Prince de Léon, Duc de Rohan, Pair de France (* 3. Dezember 1761; † 8. Februar 1816)
- Anne Joseph Thibaut (* 17. März 1773 in Paris; † 21. Oktober 1818 in Montgiron) Comte de Montmorency; ⚭ 1809 Euphémie Théodore Valentine de Harchies (* 1787; † 1858)
- Anne Eléonore Pulchérie (* 1. November 1776 in Paris; † 15. August 1863 ebenda); ⚭ 20. April 1801 Victor Louis Victurnien de Rochechouart, Marquis de Mortemart, Pair de France (* 1780; † 28. Januar 1834 in Paris)
- Anne Charles Louis de Montmorency (* 3. November 1782 in Paris; † 20. Juli 1814) genannt le Comte de Gournay, 10. Juni 1810 Comte de l’Empire